# 1655 год в России
Царствование: 1645—1676 — Алексея Михайловича

## События
- 1654—1667 — русско-польская война:
  - Осень 1654 — весна 1655 — польско-литовские войска переходят в контрнаступление в ВКЛ. Осаждён Могилёв и Новый Быхов[1].
  - Январь — союзные войска Крымского ханства и Речи Посполитой потерпели поражение от русских войск под Ахматовым, но уже зимой и весной крымцы уводят в неволю в Крым 50-52 тысячи пленных[2].
  - 29 января—1 февраля — битва на Дрожи-поле[3].
  - 2 (12) февраля—1 (11) мая — осада Могилёва[3].
  - Начало года — Запорожское войско во главе с Б.М. Хмельницким и корпус В.Б. Шереметева близ местечка Охматов (сов. село Жашковского р-на Черкасской обл.) сорвали наступление войск Речи Посполитой и Крымского ханства на Киев[1].
  - Март — полковник Войска запорожского И.И. Золотаренко сжёг Бобруйск, блокировал Старый Быхов[1].
  - Май — Алексей Михайлович во главе центральной армии выступил в поход из Смоленска[1].
  - 17 (27) июня — русское войско взяло Велиж[1].
  - 3 (13) июля — русско-запорожским войсками взят Минск[4].
  - 29—31 июля (10 августа) — русские войска в результате битвы занимают Вильно[1].
  - 6 (16) августа — взят г. Ковно[1].
  - 28 августа (7 сентября) — русское войско взяло Гродно[1].
  - Август — юго-западная русская армия осадило Слуцк, Клецк, Ляховичи, Слоним[1].
  - Июль-август — русское и Запорожское[5] войска овладевают городами Витебск, Гродно, Вильно, Ковно[4][6].
  - Сентябрь — 100 тысячное войско крымских, ногайских, белгородских и буджакских татар двинулись на помощь осаждённому русскими войсками Львову[2].
  - 18 сентября—начало ноября — Запорожское войско, усиленное русским войском под командованием В.В. Бутурлина осаждало Львов[1].
  - 20 (30) сентября — битва под Городком[3].
  - Осень — русское войско под командованием Д.А. Волконского, выйдя на судах из Киева, заняли города в бассейне р. Припять, в том числе и крупные: Туров и Пинск[1].
  - 15—20 октября — осада Люблина[3].
  - 09—12 (19—22) ноября — союзные войска Речи Посполитой и Крымского ханства было разбито под Озёрной Б. Хмельницким и русским воеводой В.В. Бутурлиным, потеряв 10 тысяч человек убитыми[2]. После битвы под Озёрной последовали мирные переговоры, закончившиеся заключением мирного договора между Хмельницким и крымским ханом Мухаммед IV Гиреем[7].
  - 11—17 ноября — битва под Брестом[3].
  - Богдан Хмельницкий во главе Запорожского войска, совместно с русским войском обороняли Малороссию и вторглись в Польское королевство[5].
  - Конец года — русское правительство, опасаясь усиления Швеции, вторгшейся в Речь Посполитую в ходе Северной войны 1655-1660 годов, приостановило военные действия[1].
  - Цесарское (австрийское) посольство предлагает царю заключить мир с Речью Посполитой и начать войну со Швецией[4].
- Ртищев Фёдор Михайлович во время русско-польских переговоров добился от Речи Посполитой признания нового царского титула, включающего слова: "Великия и Малые и Белые Росии"[8].
- 1655—1656 — Одоевский Никита Иванович проводит в Москве переговоры со шведским посольством о 3-й ратификации Столбовского мира 1617 года[9].
- 10 августа — Григорий (Неронов) бежал из заточения в монастыре и уплыл на Соловки.
- Царский тесть боярин И. М. Милославский в селе Фёдоровское возводит Протвинский железоделательный завод[4].
- В ходе денежной реформы повелением царя на талеры накладывались клейма с русским гербом и «16SS»[10].
  - Для нужд Печатного двора по инициативе патриарха Никона построили на реке Пахре бумажную мельницу[11].
- Иеромонах Троице-Сергиева монастыря Арсений Суханов возвращается с Востока с пятью тысячами греческих текстов, которые будут использоваться в борьбе с приверженцами «старой веры»[6].
- В Москву доставлен второй список с Иверской иконы (первый в 1648 году), который был передан в основанный патриархом Никоном Иверской монастырь на озере Валдай[12].
- Вышел исправленные по реформе патриарха Никона новый Служебник. В 1658 году монастырский собор Соловецкого монастыря отказался его принять, что привело к Соловецкому восстанию (1667-1676)[13].
- Иоаким (будущий патриарх Московский) принял монашеский постриг в межигорском Преображенском монастыре под Киевом[14].
- Калязинский монастырь, при игумене Сергии (1652-1668) получил статус архимандритии[15].
- Начат перевод на русский язык (1655—1657) труда голландцев Виллема и Яна Блау «Атлас»[4].
- 1654—1655 — эпидемия "моровой язвы":
  - 1654—1655 — население Мурома значительно пострадало от моровой язвы[16].
  - 1654—1655 — царская семья и патриарх Никон на время эпидемии проживали в Калязинском монастыре[15].
- Экспедиция Семёна Дежнёва[17].
  - Осень — на Колыме добыча моржовых клыков (рыбий зуб) достигло промышленных масштабов. Только для царской казны добывалось свыше 4,7 тонн[17].
- Хабаров Ерофей Павлович, фактически арестованный в 1653 году присланным московским дворянином Зиновьевым Дмитрием Ивановичем, после разбирательства был оправдан[18].
- Пожалование Думным дворянином: Баклановский Иван Иванович, Елизаров Прокофий Кузьмич, Еропкин Иван Фёдорович, Нарбеков Богдан Фёдорович[19].
- Пожалованы окольничеством: Бутурлин Андрей Васильевич, Гавренёв Иван Афанасьевич, Гагин Данила Степанович, Измайлов Семён Артемьевич, Кондырев Ждан Васильевич, Щербатый Тимофей Иванович[19].
- Пожалованы боярством: Зюзин Никита Алексеевич (ум. 1664), Львов Дмитрий Петрович (ум. 1660), Хилков Иван Андреевич, Ромодановский Василий Григорьевич Меньшой (ум. 1671), Урусов Семён Андреевич (ум. 1657), Стрешнев Семён Лукьянович (ум. 1666)[19], Одоевский Фёдор Никитич[20].
- Местничество: 
  - Наумов Михаил Иванович и Барятинский Юрий Никитич[21].
  - Дворяне и дети боярские тарушане. Челобитная и восстановлении их в списке на прежнем месте[21].
  - Львов Никита Яковлевич и Лобанов-Ростовский Александр Иванович[21].
  - 3 июня — царский указ "Об учинении свияжских мурз и татарских голов М.И Наумова наказания кнутом, за непослушание и невежливые слова и о ссылке его в Сибирь"[22].
  - 21 декабря —  царский указ "О бытии во всех государствах Российским послам и посланникам между собой без мест"[22].

## Города и поселения
- Основание отрядом сибирского казака Онуфрия Степанова на Амуре Косогорского острога[23].
- Во время завершения строительства Закамской засечной черты, крепость Мензелинск включён в её состав, к старой крепости пристроен Новомензелинский острог (длина стен свыше 2 км.)[24].
- Верхотуринским сыном боярским П.С. Перхуровым основан Катайский острог[25].

## Руководители приказов
| Года      | Приказ              | Ф,И,О главы                 | Примечания |
| --------- | ------------------- | --------------------------- | ---------- |
| 1651—1655 | Земский приказ      | Хитрово Богдан Матвеевич    |            |
| 1652—1664 | Новая четверть      | Хитрово Богдан Матвеевич    |            |
| 1654—1680 | Оружейная палата    | Хитрово Богдан Матвеевич    |            |
| 1648-1665 | Стрелецкий приказ   | Милославский Илья Данилович |            |
| 1648-1666 | Большой казны       | Милославский Илья Данилович |            |
| 1649-1666 | Иноземский приказ   | Милославский Илья Данилович |            |
| 1649-1667 | Аптекарский приказ  | Милославский Илья Данилович | Боярин     |
| 1650-1658 | Рейтарский приказ   | Милославский Илья Данилович |            |
| 1652-1656 | Казённый приказ     | Милославский Илья Данилович |            |
| 1653-1667 | Посольский приказ   | Иванов Алмаз Иванович       |            |
| 1654-1669 | Печатный приказ     | Иванов Алмаз Иванович       |            |
| 1655      | Монастырский приказ | Иванов Алмаз Иванович       |            |
| 1630-1661 | Разрядный приказ    | Гавренёв Иван Афанасьевич   | Окольничий |

## Воеводы[30]
Города по алфавиту
| Года      | Город     | Ф,И,О воеводы                     | Примечания              |
| --------- | --------- | --------------------------------- | ----------------------- |
| Март      | Арзамас   | Беклемишев Фома Константинович    |                         |
| 1652-1655 | Астрахань | Пронский Иван Петрович            | Боярин                  |
| 1655-1658 | Астрахань | Ромодановский Василий Григорьевич | Боярин                  |
| 1652-1656 | Берёзов   | Малого Сергей Андроньевич         | В другом акте Андронник |
| 1655-1656 | Борисов   | Еропкин Автоном Иванович          | Стольник                |
| 1654-1655 | Брянск    | Шериха-Волконский Фёдор Фёдорович |                         |
| 1654-1656 | Бежецк    | Недовесков Яким                   | В другом акте Яков      |
| До ноября | Белый     | Боборыкин Роман Фёдорович         |                         |
| 1655-1657 | Белый     | Беклемишев Одинец Михайлович      |                         |

## Родились
- 23 января — царевна Анна Алексеевна (23 января 1655, Вязьма — 8 мая 1659, Москва) — дочь царя Алексея Михайловича и царицы Марии Милославской[31][неавторитетный источник].
- Палладий (Роговский) (1655, Кашинский уезд — 1703, Москва) — игумен Заиконоспасского монастыря, первый русский доктор философии и богословия, получивший учёную степень в Западной Европе.

## Умерли
- Волконский, Фёдор Фёдорович Шериха (? — 1655) — сын боярский и голова, стольник и воевода.
- Голицын, Иван Андреевич (ум. 30 августа 1655) — стольник, воевода и боярин.
- Одоевский, Алексей Никитич (ум. 1655) — князь, стольник.